# Zezé Motta
Maria José "Zezé" Motta de Oliveira OMC (Campos dos Goytacazes, 27 de junho de 1944) é uma atriz e cantora brasileira, considerada uma das maiores artistas do país, expoente da cultura afro-brasileira. Zezé já ganhou inúmeros prêmios, incluindo um Troféu Candango pelo Festival de Brasília, e um Prêmio Air France, além de ter recebido indicações para três prêmios Grande Otelo e um Prêmio Guarani. Em 2019, ela recebeu um Grande Otelo Honorário.
Prolífica no teatro desde o final da década de 1960, Zezé fez sua estreia profissional na peça Roda Viva de Chico Buarque. Logo foi reconhecida por seu talento e por sua potência vocal, seguindo também uma carreira profissional como cantora. Em 1968 estreou na televisão com um papel coadjuvante na novela da TV Tupi Beto Rockfeller. Depois passou a integrar o elenco de diversas produções na TV.
Tendo aparecido em pequenos papéis no cinema e na televisão no início de sua carreira, Motta recebeu ampla atenção e aclamação da crítica por sua atuação como Chica da Silva no filme Xica da Silva em 1976. Ela recebeu os principais prêmios do cinema brasileiro por esse trabalho, incluindo o Prêmio Air France, o Prêmio Coruja de Ouro, o Prêmio Governador do Estado e o prêmio de Melhor Atriz no Festival de Cinema de Brasília.
Com sua personagem Sônia Rangel na novela do horário nobre da TV Globo Corpo a Corpo em 1984, ela ganhou seu primeiro grande destaque na televisão. Na trama, ela vivia par romântico com um homem branco, fato esse que não foi aceito pelo público à época e a atriz sofreu ataques racistas e ameaças durante a exibição. Em 2007 foi agraciada com o Troféu Oscarito pelo Festival de Gramado, prêmio destinado aos maiores contribuintes do cinema nacional.

## Biografia
Nascida em uma família humilde em Campos, no interior fluminense, mudou-se com seus pais e irmão para o Rio de Janeiro, aos 2 anos de idade, em busca de uma vida melhor. Sua mãe era costureira, trabalhando aos finais de semana em casa e durante a semana em uma confecção, e seu pai, motorista, que também escrevia músicas e cantava eventualmente na noite quando estava de folga do trabalho. A família mudou-se para o Morro do Cantagalo, em Copacabana. Como era muito pequena e não poderia ficar sozinha em casa, ela ficava sob os cuidados de sua tia, no quartinho dos empregados, no Leblon, visto que seu tio paterno era porteiro e zelador do prédio. Ainda na infância ficou amiga de Marieta Severo, que era moradora desse prédio.
Devido a dificuldades financeiras, seu irmão foi viver com a avó em Campos, e Zezé foi matriculada em um colégio interno, o Asylo Espírita João Evangelista, onde permaneceu dos 6 aos 12 anos. Em entrevistas revelou que se sentiu rejeitada e até pensou ser filha adotiva, pois não entendia essa momentânea separação familiar, mas revelou que se adaptou rapidamente ao colégio, onde dividia espaço com sessenta meninas, e aprendeu a fazer limpeza, crochê, tricô, aprendeu a bordar e também a cozinhar. Em entrevistas contou que era para sair de lá aos 16 anos, mas saiu antes porque a situação financeira da família melhorou, pois sua mãe montou um ateliê de moda, na residência da família, e a atriz mudou-se com os pais e o irmão para um apartamento no Leblon.

## Carreira
Seu pai a incentivava a ser cantora. Compunham canções juntos, e seu pai a levava para cantar na noite com ele. Já sua mãe não gostava da carreira artística, querendo que a filha fosse costureira como ela, mas com o tempo acabou aceitando a vocação artística da filha. Na adolescência, antes de ter conseguido oportunidades como artista, Zezé trabalhou como operária em uma indústria farmacêutica para ajudar nas despesas do lar, e a noite estudava o curso normal de formação de professoras. Ela era da mesma sala de aula que sua cunhada, que a incentivou a voltar a estudar.
Aos finais de semana, passou a frequentar um curso de teatro: O Teatro Tablado onde formou-se como atriz. Ela começou participando de diversas peças populares de teatro, e iniciou profissionalmente sua carreira de atriz em 1967, estrelando a peça Roda-viva, de Chico Buarque. Em 1969, atuou em Fígaro, fígaro, Arena canta Zumbi e A vida escrachada de Joana Martini e Baby Stompanato. Em 1974, atuou em Godspell, e em 1999, participou de Orfeu.
Sua carreira de cantora teve início em 1971, em casas noturnas paulistanas. De 1975 a 1979, lançou três LPs. Nos anos 1980, lançou mais três discos.
Militante do Movimento Negro Unificado (MNU), denunciou racismos e atuou ativamente para combatê-lo, organizando por exemplo um arquivo de atores negros para que não haja o silenciamento destes artistas. A autora Lélia Gonzalez em sua "Homenagem a Zezé Mota - História de vida e louvor" exprime que "sua arte também está a serviço das crianças pobres e órfãs, numa atuação marcada pela discrição e pela solidariedade".

### Carreira na televisão

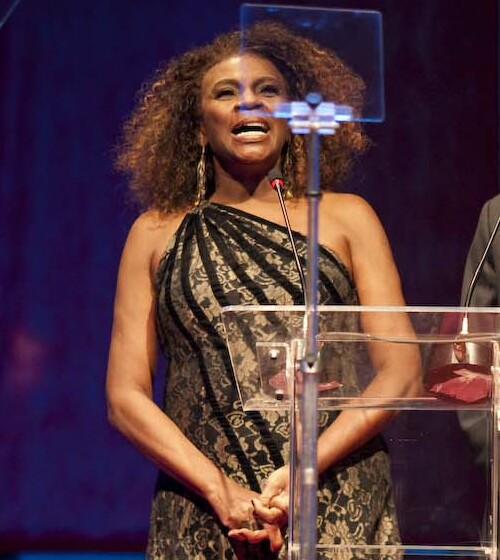
Abertura da II Conferência Nacional de Cultura (2010)

Iniciou sua trajetória em 1968 na telenovela Beto Rockfeller, da Rede Tupi, atuando como Zezé. Quatro anos mais tarde, foi para Rede Globo viver Zezinha em A Patota. Em 1974, foi Doralice em Supermanoela e, dois anos depois, esteve na pele de Jandira em Duas Vidas; concluindo a década participando da série Ciranda Cirandinha nos episódios "O Jardim Suspenso da Babilônia" e "O Momento da Decisão".
Na década de 1980, atuou nas telenovelas Transas e Caretas e Corpo a Corpo como Dorinha e Sônia, respectivamente. Posteriormente, esteve no elenco do seriado Armação Ilimitada nos episódios "Jararaca, o Cabra" e "Uma Armação nas Estrelas"; e na obra Helena como Malvina. Contudo, encerrou seus trabalhos neste período em 1989, na pele de Maria em Pacto de Sangue e Lulu Kelly em Kananga do Japão.
No início da década de 1990, protagonizou Ialorixá na minissérie Mãe de Santo, além de participar do episódio "Em Nome do Pai" no programa Você Decide como Zenaide. Em 1994, interpretou Rubina em Memorial de Maria Moura e, no ano seguinte, participou da telenovela A Próxima Vítima no papel de Fátima. Em 1996, esteve no elenco de Xica da Silva como a Maria da Silva (mãe da protagonista). Três anos mais tarde, concluiu o decênio atuando como Conceição em Chiquinha Gonzaga, além de participar novamente do Você Decide, porém, no episódio "E o Circo Chegou".
Na década de 2000, viveu Irene na telenovela Esplendor e atuou na obra portuguesa Garrett, baseada na biografia de Almeida Garrett. Entre 2001 e 2002, esteve em Porto dos Milagres como Mãe Ricardina e O Beijo do Vampiro como Mãe Ricardina e Nadir, respectivamente. Em 2004, deu vida a anestesista Prazeres da Anunciação em Metamorphoses e, nos dois anos seguintes, foi Titina em Floribella e a escrava Virgínia no remake de Sinhá Moça. Encerrou a década nos papel de Naná na minissérie Cinquentinha.
No início da década de 2010, atuou como Dalva (Dadá) na telenovela Rebelde Dois anos mais tarde, esteve no programa Copa Hotel como Adele e na minissérie O Canto da Sereia como Tia Celeste. Em 2014, foi Elaine em A Grande Família, no episódio "Mãe de Fases" e Sebastiana em Boogie Oogie. Posteriormente, esteve em Escrava Mãe como Tia Joaquina e na telenovela portuguesa Ouro Verde como Neném.

### Carreira no cinema

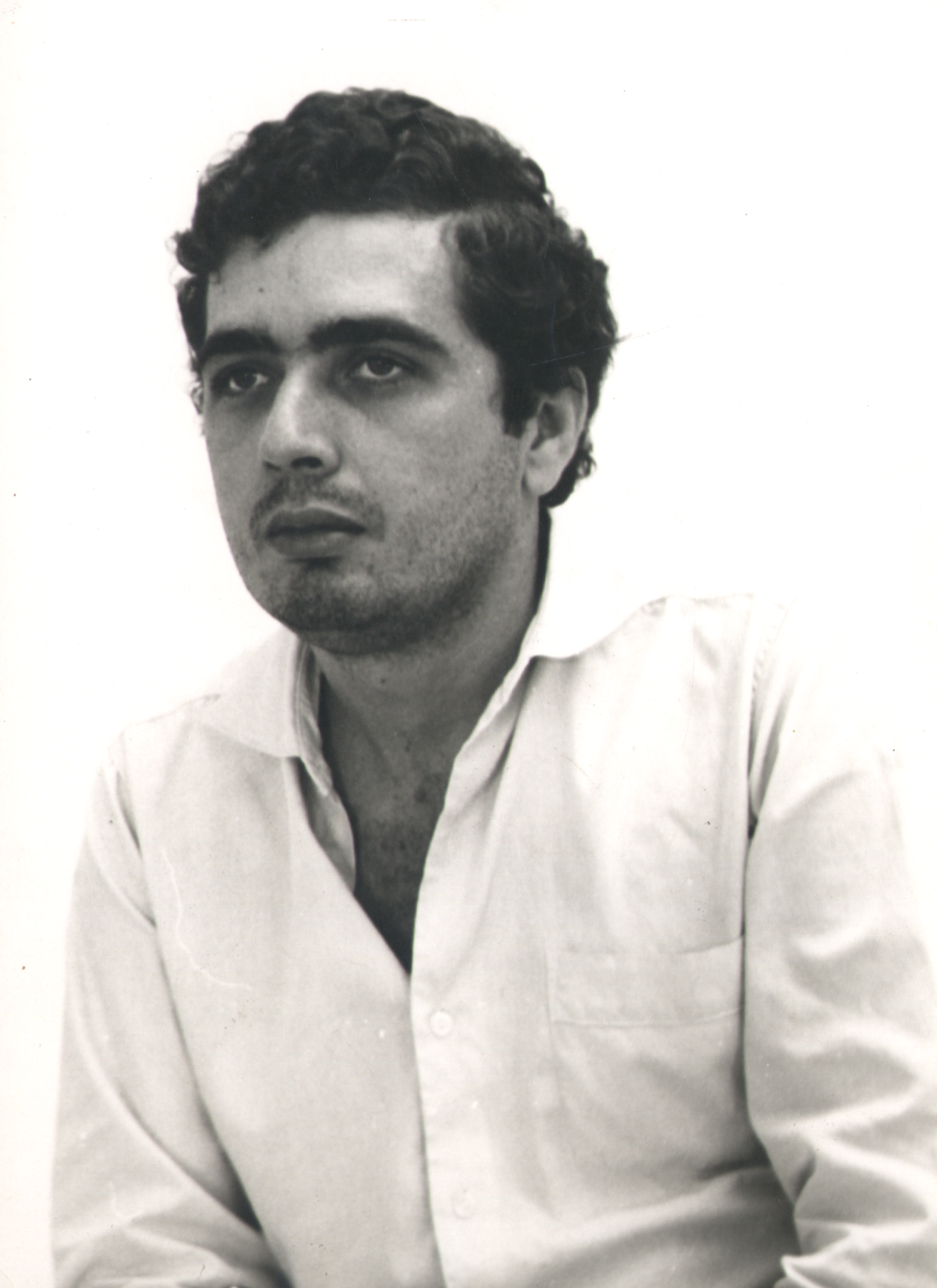
Zezé Motta foi protagonista do filme Xica da Silva (1976), obra dirigida por Cacá Diegues (foto).

Estreou nas telonas no início da década de 1970 como Freguesa do Bar Viajantes no filme Cléo e Daniel. Em 1973, esteve no elenco de Vai Trabalhar, Vagabundo! e, no ano seguinte, participou dos longas Um Varão Entre as Mulheres e Banana Mecânica como Marilda. Em 1977, deu vida às personagens Dandara em Cordão de Ouro; uma empregada em Ouro Sangrento e Estrela em A Força do Xangô. Além disso, também foi protagonista do filme Xica da Silva, obra dirigida por Cacá Diegues, papel que a destacou como 'Melhor Atriz' no Festival de Brasília, Coruja de Ouro, Prêmio Air France e Prêmio Governador do Estado. Concluiu o decênio na pele de Zezé em Tudo Bem e esteve na equipe de Se Segura, Malandro!.
No início da década de 1980, atuou como Maria das Graças em Águia na Cabeça; esteve em Para Viver um Grande Amor e foi Dandara em Quilombo. Em 1987, participou dos longas Sonhos de Menina-Moça como Vicky; Anjos da Noite como Malú e Jubiabá como Rosenda. No ano seguinte, deu vida às personagens Rita e Maria Elisa nas obras Prisioneiro do Rio e Natal da Portela, respectivamente. Concluiu a década dando voz a Úrsula em A Pequena Sereia, além de viver Dalila em Dias Melhores Virão. Na década de 1990, atuou em O Gato de Botas Extraterrestre e Crioula em A Serpente. Em 1996, viveu Carmosina em Tieta do Agreste e, no ano seguinte, deu vida a Eduarda em O Testamento do Senhor Napumoceno. Fechou o milênio interpretando a mãe do personagem principal Orfeu.
No início da década de 2000, atuou no longa Cronicamente Inviável como Ada e esteve no elenco de A Negação do Brasil. Em 2002, interpretou Fada Kálix em Xuxa e os Duendes 2 - No caminho das Fadas e foi a mulher do avião em Viva Sapato!. Nos dois anos seguintes, deu vida à personagem principal no curta-metragem Carolina e foi Aurora Hipólito em Xuxa e o Tesouro da Cidade Perdida. Em 2005, esteve na obra Quanto Vale ou É por Quilo? e, no ano posterior, no projeto lusófono A Ilha dos Escravos. Concluiu a década em Deserto Feliz e Jerusa em Xuxa em O Mistério de Feiurinha.

### Outras participações
Desde a década de 1960, quando surgiram os especiais do Festival de Música Popular Brasileira (TV Record), até o fim da década de 1980, a televisão brasileira foi marcada pelo sucesso dos espetáculos transmitidos que apresentavam os novos talentos, registrando índices recordes de audiência. O especial Mulher 80 (Rede Globo), foi um destes marcantes momentos da televisão; o programa exibiu uma série de entrevistas e musicais cujo tema era a mulher e a discussão do papel feminino na sociedade de então abordando esta temática no contexto da música nacional e a inegável preponderância das vozes femininas, com Elis Regina, Maria Bethânia, Fafá de Belém, Marina Lima, Simone, Rita Lee, Joanna, Zezé Motta, Gal Costa e as participações especiais das atrizes Regina Duarte e Narjara Turetta, que protagonizaram o seriado Malu Mulher. Também fez parte do elenco do Telecurso 2000, programa educativo da Rede Globo. Além disso, participa esporadicamente de discussões sobre o papel dos negros na teledramaturgia. Interpretou na versão em português Circle of life Ciclo da vida do Rei Leão de 1994. Dublou a bruxa Úrsula no filme A Pequena Sereia, clássico da Disney de 1989. Zezé Motta fez dueto com Taiguara em seu último álbum de estúdio, Brasil Afri, de 1994, na faixa "África Mãe". Em 2017, integra o elenco do longa 'Alemão 2', que dá sequência do sucesso de 2014, no papel da enfermeira Ivone. Em 2022, Zezé Motta celebra a boa fase de garota-propaganda e agenda lotada de trabalho: “viram que represento, né?” Zezé tem sido convidada para uma série de publicidades - "os convites não param", diz -, ela pode ser vista linda linda e empoderada na segunda temporada de 'Arcanjo Renegado', que estreia esse ano de 2022
, e também atua em 'Fim', que reinicia as gravações em breve, na TV Globo. Além disso, se prepara para entrar em estúdio e gravar um disco com as canções do show 'Coração Vagabundo', no qual canta músicas de  Caetano Veloso. E ainda revela: "Penso em me dedicar à direção!"

## Vida pessoal
A atriz foi casada por cinco vezes, com homens de fora do meio artístico. Em entrevistas revelou que sofreu três abortos espontâneos, frutos de três relacionamentos diferentes, e que estes abortos aconteceram sem causas aparentes, não houve nenhum exame clínico que detectasse problemas ginecológicos, pois sempre teve boa saúde. Segundo as avaliações dos médicos, que não descobriram a razão dos repetidos abortos, foi recomendado que a atriz fizesse repouso absoluto para levar uma gestação até o final, o que ela não conseguiu fazer, devido aos intensos compromissos profissionais de sua carreira artística, sempre viajando pelo Brasil e pelo mundo em peças de teatro. Desistindo do desejo de ser mãe, ela pegou para criar cinco crianças, mas nunca as adotou legalmente, pois elas mantinham contato com as famílias, muito pobres, que a atriz ajudava. Zezé tem seis filhos, cinco meninas e um menino: Luciana, Cilene, Nadine, Cíntia , Carla e Robson . Ela se tornou avó de quatro netos: Luíz Antônio, filho de Nadine, de Heron e Loma, filhos de Carla, e de Isadora, filha de Luciana.

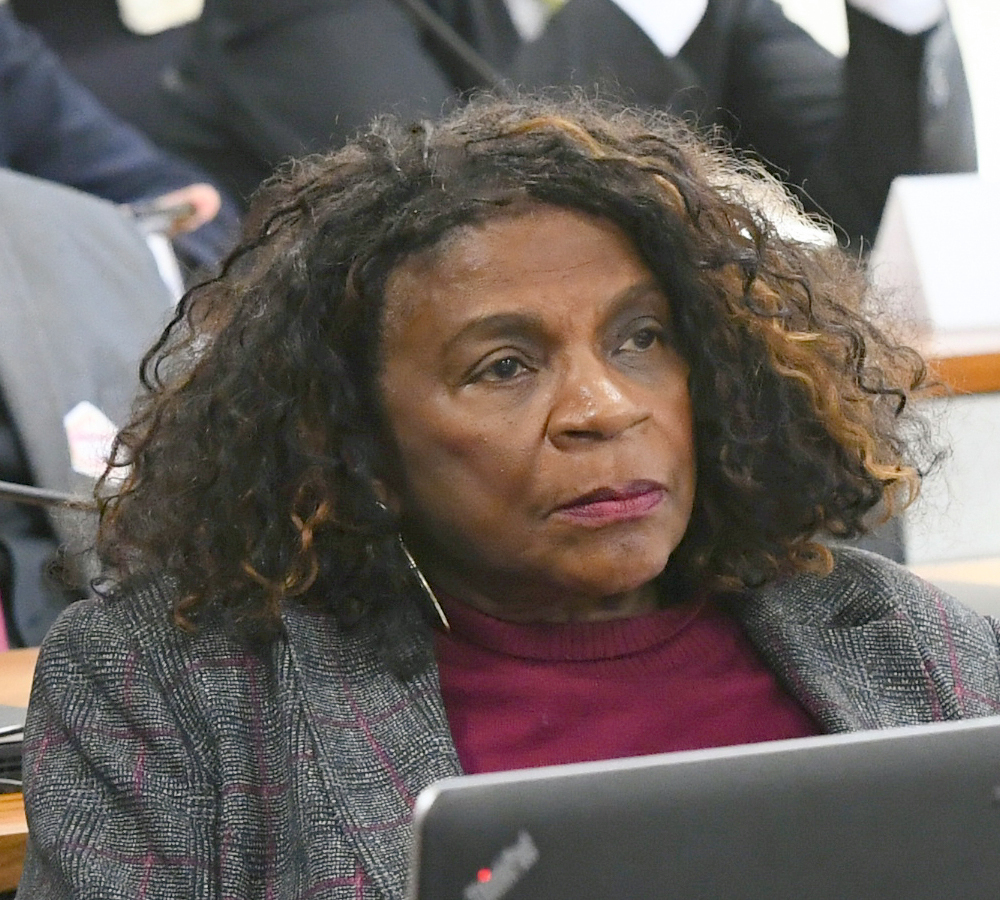
Comissão de Constituição, Justiça e Cidadania do Senado Federal (2019)

Em entrevistas informou que mesmo solteira, nunca esteve sozinha, e que até hoje mantém relacionamentos casuais com homens famosos e anônimos, e que dentre os homens do meio artístico que namorou, está Antonio Pitanga, que foi seu primeiro namorado, com quem se relacionou dos 21 aos 23 anos.
Zezé declara como religião o candomblé, e que é filha de Oxum Opará com Oxóssi. Sua mãe era Testemunha de Jeová, e seu pai era espírita, o que causava brigas em casa. Zezé frequentou a religião Testemunha de Jeová dos cinco aos doze anos de idade, mas só se desligou definitivamente da religião de sua mãe quando posou nua pela primeira vez, em 1976. Após diversas capas de revistas de sucesso, seu último ensaio nua foi aos 75 anos. Revelou que por muito tempo teve desentendimentos com a mãe por causa da religião, e que ter posado nua foi o estopim para decidirem parar com as brigas e a mãe entender que Zezé seguiria outra religião. Zezé também comentou em entrevistas que já foi espírita, católica, evangélica, umbandista, mas só encontrou-se no candomblé.
Foi homenageada na Sapucaí, nos carnavais de 1989 e 2017, pelas escolas Arrastão de Cascadura e Acadêmicos do Sossego respectivamente. Também foi enredo da Unidos da Vila Kennedy pelo Grupo C do Carnaval Carioca de 2002. Ela desfilou nas três ocasiões.
Sua mãe, Maria Elazir, morreu aos 95 anos em 3 de maio de 2020. Ela era diabética e hipertensa, e ficou internada por dez dias no Hospital da Aeronáutica, no Rio de Janeiro, para tratar de uma pneumonia. Houve suspeita de que ela tivesse contraído COVID-19, mas depois os testes realizados não confirmaram.

## Filmografia

### Televisão
| Ano           | Título                   | Personagem                                | Notas                                                    |
| ------------- | ------------------------ | ----------------------------------------- | -------------------------------------------------------- |
| 1968          | Beto Rockfeller          | Maria José (Zezé)                         |                                                          |
| 1972          | A Patota                 | Zezinha                                   |                                                          |
| 1974          | Supermanoela             | Doralice Veiga (Dora)                     |                                                          |
| 1976          | Duas Vidas               | Jandira                                   |                                                          |
| 1978          | Ciranda Cirandinha       | Zoraide                                   | Episódio: "O Jardim Suspenso da Babilônia"               |
| 1978          | Ciranda Cirandinha       | Mara                                      | Episódio: "O Momento da Decisão"                         |
| 1984          | Transas e Caretas        | Dorinha                                   |                                                          |
| 1984          | Corpo a Corpo            | Sônia Nascimento Rangel                   |                                                          |
| 1987          | Armação Ilimitada        | Magda Escatológica                        | Episódio: "Uma Armação nas Estrelas"                     |
| 1987          | Helena                   | Malvina                                   |                                                          |
| 1989          | Pacto de Sangue          | Maria                                     |                                                          |
| 1989          | Kananga do Japão         | Lulu Kelly                                |                                                          |
| 1990          | Mãe de Santo             | Ialorixá                                  |                                                          |
| 1992          | Você Decide              | Juliana                                   | Episódio: "Prova Final"                                  |
| 1993          | Você Decide              | Zenaide                                   | Episódio: "Em Nome do Pai"                               |
| 1994          | Memorial de Maria Moura  | Rubina                                    |                                                          |
| 1994          | Você Decide              | Juliana                                   | Episódio: "Matriz e Filial"                              |
| 1995          | A Próxima Vítima         | Fátima Noronha                            |                                                          |
| 1996          | Xica da Silva            | Maria da Silva                            |                                                          |
| 1997          | Xica da Silva            | Xica da Silva (idosa)                     | Episódio: "11 de agosto"                                 |
| 1998          | Corpo Dourado            | Liana                                     |                                                          |
| 1999          | Chiquinha Gonzaga        | Conceição                                 |                                                          |
| 1999          | Você Decide              | —                                         | Episódio: "E o Circo Chegou"                             |
| 2000          | Esplendor                | Irene                                     |                                                          |
| 2000          | Almeida Garret           | Rosa Maria Lima                           | Episódios: "O Levantar do Esplendor" "O Levantar da Voz" |
| 2001          | Porto dos Milagres       | Mãe Ricardina                             |                                                          |
| 2002          | O Beijo do Vampiro       | Nadir                                     |                                                          |
| 2004          | Metamorphoses            | Prazeres da Anunciação                    |                                                          |
| 2005          | Floribella               | Cristina Ramos Garcia (Titina)            |                                                          |
| 2006          | Sinhá Moça               | Virgínia (Bá)                             |                                                          |
| 2007          | Luz do Sol               | Odete Lustosa                             |                                                          |
| 2009          | Cinquentinha             | Janaína (Naná)                            |                                                          |
| 2011          | Rebelde                  | Dalva Alves (Dadá)                        |                                                          |
| 2013          | Copa Hotel               | Adele                                     |                                                          |
| 2013          | O Canto da Sereia        | Tia Celeste                               |                                                          |
| 2014          | A Grande Família         | Elaine de Oliveira (Globeleza)            | Episódio: "Mãe de Fases"                                 |
| 2014          | Boogie Oogie             | Sebastiana Marques                        |                                                          |
| 2016          | Escrava Mãe              | Tia Joaquina                              |                                                          |
| 2016          | Condomínio Jaqueline     | Maria Helena                              |                                                          |
| 2016–20       | 3%                       | Conselheira Nair                          |                                                          |
| 2017-18       | O Outro Lado do Paraíso  | Otacília Formiga (Grande Mãe do Quilombo) |                                                          |
| 2017          | Ouro Verde               | Dona Nénem                                |                                                          |
| 2017          | Sob Pressão              | Dona Apolônia                             | Episódio: "22 de agosto"                                 |
| 2019          | Juntos a Magia Acontece  | Neusa Santos                              | Especial de fim de ano                                   |
| 2019          | Detetives do Prédio Azul | Rainha Petúnia                            | Episódio: "Prima Petúnia"                                |
| 2020          | Salve-se Quem Puder      | Neusa Gomes                               | Episódio: "27 de março"                                  |
| 2021          | Falas da Vida            | Mediadora                                 | Especial de fim de ano                                   |
| 2022-presente | Arcanjo Renegado         | Leda Cavalcante                           |                                                          |
| 2023          | Histórias (Im)Possíveis  | Bex                                       | Episódio: "Falas da Vida"                                |
| 2023          | Fim                      | Dona Neusa                                |                                                          |
| 2023-24       | Fuzuê                    | Rosa Maria dos Santos (Dama de Ouro)      | Participações                                            |
| 2024          | Toda Família Tem         | Célia                                     | Episódio: "Toda Família Tem: Visitas"                    |
| 2024          | Hoje É Dia das Crianças  | Vó Dina                                   | Especial de dia das crianças                             |

### Cinema
| Ano  | Título                                     | Personagem                | Notas                          |
| ---- | ------------------------------------------ | ------------------------- | ------------------------------ |
| 1970 | Cleo e Daniel                              | Freguesa do Bar Viajantes |                                |
| 1970 | Em Cada Coração um Punhal                  | Futebolista               | Segmento: "Transplante de Mãe" |
| 1973 | Vai Trabalhar Vagabundo                    | Shirley                   |                                |
| 1973 | Missa do Galo                              | Empregada                 | Curta-metragem                 |
| 1974 | A Rainha Diaba                             | Namorada de Bigode        |                                |
| 1974 | Um Varão Entre as Mulheres                 | Doméstica                 |                                |
| 1974 | Banana Mecânica                            | Marilda                   |                                |
| 1976 | Xica da Silva                              | Xica da Silva             |                                |
| 1977 | A Força do Xangô                           | Estrela                   |                                |
| 1977 | Cordão de Ouro                             | Dandara                   |                                |
| 1977 | Ouro Sangrento                             | Empregada                 |                                |
| 1978 | Tudo Bem                                   | Zezé                      |                                |
| 1978 | Se Segura, Malandro!                       |                           |                                |
| 1984 | Águia na Cabeça                            | Maria das Graças          |                                |
| 1984 | Para Viver um Grande Amor                  | Maria                     |                                |
| 1984 | Quilombo                                   | Dandara                   |                                |
| 1987 | Jubiabá                                    | Rosenda                   |                                |
| 1987 | Sonhos de Menina Moça                      | Vicky                     |                                |
| 1987 | Anjos da Noite                             | Malu                      |                                |
| 1988 | Natal da Portela                           | Maria Elisa               |                                |
| 1988 | Mestizo                                    | Cruz Guaregua             |                                |
| 1988 | Prisoner of Rio                            | Rita                      |                                |
| 1989 | Dias Melhores Virão                        | Dalila                    |                                |
| 1989 | A Pequena Sereia                           | Úrsula                    | Dublagem                       |
| 1990 | O Gato de Botas Extraterrestre             | Mulher Corvo              |                                |
| 1992 | A Serpente                                 | Crioula                   |                                |
| 1996 | Tieta do Agreste                           | Carmosina (Carmô)         |                                |
| 1997 | O Testamento do Senhor Napumoceno          | Eduarda                   |                                |
| 1999 | Orfeu                                      | Conceição                 |                                |
| 2000 | Cronicamente Inviável                      | Ada                       |                                |
| 2001 | A Negação do Brasil                        | Ela mesma                 |                                |
| 2002 | Viva Sapato!                               | Mulher no avião           |                                |
| 2002 | Xuxa e os Duendes 2 - No caminho das Fadas | Fada Kálix                |                                |
| 2003 | Saudade - Sehnsucht                        | Mãe de Miguel             |                                |
| 2003 | Carolina                                   | Carolina                  | Curta-metragem                 |
| 2004 | O Moleque                                  | Zezé                      | Curta-metragem                 |
| 2004 | A Idade do Homem                           | Mulher                    | Curta-metragem                 |
| 2004 | Xuxa e o Tesouro da Cidade Perdida         | Aurora Hipólito           |                                |
| 2005 | Quanto Vale Ou É Por Quilo?                | Joana Maria da Conceição  |                                |
| 2006 | O Amigo Invisível                          | Tia Elisinha              |                                |
| 2006 | Cobrador: In God We Trust                  | Secretária                |                                |
| 2006 | Kinshasa Palace                            |                           |                                |
| 2006 | A Ilha dos Escravos                        | Júlia                     |                                |
| 2007 | Deserto Feliz                              | Dona Vaga                 |                                |
| 2009 | Xuxa em O Mistério de Feiurinha            | Jerusa                    |                                |
| 2010 | Bróder                                     | Dona Meire                |                                |
| 2010 | Bom Dia, Eternidade                        | Odete                     |                                |
| 2012 | Gonzaga - De Pai pra Filho                 | Priscila                  |                                |
| 2014 | Irmã Dulce                                 | Mãe Menininha do Gantois  |                                |
| 2014 | O Lucro Acima de Tudo                      | Célia                     |                                |
| 2017 | A Comédia Divina                           | Deus                      |                                |
| 2017 | Cora Coralina - Todas as Vidas             | Narradora                 | Documentário                   |
| 2018 | O Nó do Diabo                              | Afi                       |                                |
| 2019 | Eu Sou Brasileiro                          | Diretora Sônia            |                                |
| 2020 | M8 - Quando a Morte Socorre a Vida         | Ilza                      |                                |
| 2021 | 4 x 100 - Correndo por um Sonho            | Dr. Bruna                 |                                |
| 2021 | Doutor Gama                                | Francisa                  |                                |
| 2021 | Mise en Scène: a Artesania do Artista      | Ela mesma                 | Documentário                   |
| 2021 | Galeria Futuro                             | Sula                      |                                |
| 2021 | Intervenção: É Proibido Morrer             | Socorro                   |                                |
| 2022 | Alemão 2                                   | Dona Ivone                |                                |
| 2022 | Na Rédea Curta                             | Voinha                    |                                |
| 2023 | A Última Festa                             | Mãe de Nathan             |                                |
| 2023 | União Instável                             | Valéria                   |                                |
| 2023 | Fim de Semana no Paraíso Selvagem          | Naná                      |                                |
| 2024 | Príncipe Lu e a Lenda do Dragão            | Feiticeira                |                                |
| 2025 | Abá e Sua Banda                            | Titikaba (voz)            | Dublagem                       |

## No teatro
Fonte: Enciclopédia Itaú Cultural
- 1968 - Roda Viva
- 1968 - A Moreninha
- 1969 - Hamlet
- 1969 - A vida escrachada de Joana Martine e Baby Stompanato
- 1970 - Arena Conta Bolívar
- 1972 - Um Grito de Liberdade
- 1974 - Godspell
- 1973 - Orfeu Negro
- 1976 - A Rainha Morta
- 1988 - A Causa da Liberdade
- 1999 - Abre Alas
- 2007 - 7 - O Musical
- 2015 - Intocáveis
- 2016 - O Samba Mandou Me Chamar
- 2025 - Vou fazer de mim um mundo[106]

## Discografia
| Ano  | Álbum                                                          | Formato  |
| ---- | -------------------------------------------------------------- | -------- |
| 1975 | Gerson Conrad & Zezé Motta                                     | LP/CD    |
| 1978 | Zezé Motta (Prazer, Zezé)                                      | LP/CD    |
| 1979 | Negritude                                                      | LP/CD    |
| 1980 | Anunciação / Negritude                                         | Compacto |
| 1980 | Dengo                                                          | LP/CD    |
| 1982 | O Nosso Amor / Três Travestis                                  | Compacto |
| 1984 | Frágil Força                                                   | LP       |
| 1987 | Quarteto Negro (Com Paulo Moura, Djalma Correia e Jorge Degas) | LP/CD    |
| 1987 | La Femme Enchantée                                             | DVD      |
| 1995 | A Chave dos Segredos                                           | CD       |
| 2000 | Divina Saudade                                                 | CD       |
| 2001 | E-Collection Sucessos + Raridades                              | CD duplo |
| 2011 | Negra Melodia                                                  | CD       |
| 2018 | O Samba Mandou Me Chamar                                       | CD       |

## Prêmios e indicações
| Ano  | Prêmio                                       | Categoria                    | Trabalho                           | Resultado | Ref     |
| ---- | -------------------------------------------- | ---------------------------- | ---------------------------------- | --------- | ------- |
| 1976 | Festival de Brasília do Cinema Brasileiro    | Melhor Atriz                 | Xica da Silva                      | Venceu    | [ 107 ] |
| 1976 | Prêmio Coruja de Ouro de Cinema              | Melhor Atriz                 | Xica da Silva                      | Venceu    | [ 107 ] |
| 1976 | Prêmio Air France de de Cinema               | Melhor Atriz                 | Xica da Silva                      | Venceu    | [ 107 ] |
| 1976 | Prêmio Governador do Estado de São Paulo     | Melhor atriz                 | Xica da Silva                      | Venceu    | [ 107 ] |
| 1980 | Taormina International Film Festival         | Melhor Atriz                 | Tudo Bem                           | Venceu    |         |
| 2001 | Grande Prêmio do Cinema Brasileiro           | Homenagem especial           | —                                  | Venceu    | [ 108 ] |
| 2007 | Festival de Cinema de Gramado                | Troféu Oscarito              | Carreira no Cinema                 | Venceu    | [ 109 ] |
| 2008 | Troféu Raça Negra                            | Homenagem especial           | Homenagem                          | Venceu    |         |
| 2008 | Troféu Palmares                              | Homenagem                    | Ela mesma                          | Venceu    | [ 110 ] |
| 2009 | Troféu Raça Negra                            | Homenagem                    | Conjunto da Obra                   | Venceu    | [ 111 ] |
| 2009 | Grande Prêmio do Cinema Brasileiro           | Melhor Atriz Coadjuvante     | Deserto Feliz                      | Indicada  |         |
| 2010 | Festival de Cinema da Amazônia               | Homenagem                    | Carreira                           | Venceu    | [ 112 ] |
| 2012 | Troféu Mario Gusmão                          | Homenagem                    | Carreira                           | Venceu    | [ 113 ] |
| 2012 | Troféu Top of Business                       | Destaque do Ano na Televisão | Rebelde                            | Venceu    | [ 114 ] |
| 2013 | Grande Prêmio do Cinema Brasileiro           | Melhor Atriz Coadjuvante     | Gonzaga - De Pai pra Filho         | Indicado  |         |
| 2013 | Prêmio Guarani de Cinema Brasileiro          | Melhor Atriz Coadjuvante     | Gonzaga - De Pai pra Filho         | Indicado  |         |
| 2014 | Mostra Internacional de Arte da Mulher Negra | Homenagem                    | Carreira                           | Venceu    | [ 115 ] |
| 2014 | Troféu Dia de Mandela                        | Cultura negra                | Carreira                           | Venceu    | [ 116 ] |
| 2017 | Festival de Cinema de Vitória                | Homenagem especial           | Carreira                           | Venceu    | [ 117 ] |
| 2017 | Troféu Raça Negra                            | Contribuição cultural        | Carreira                           | Venceu    |         |
| 2018 | 15º Festival de Cinema do Vale do Ivinhema   | Homenagem                    | Carreira                           | Venceu    | [ 118 ] |
| 2019 | Grande Prêmio do Cinema Brasileiro           | Prêmio Honorário             | Carreira no Cinema                 | Venceu    | [ 119 ] |
| 2021 | Festival Sesc Melhores Filmes                | Melhor Atriz Nacional        | M8 - Quando a Morte Socorre a Vida | Indicado  | [ 120 ] |
| 2021 | Grande Prêmio do Cinema Brasileiro           | Melhor Atriz Coadjuvante     | M8 - Quando a Morte Socorre a Vida | Indicada  |         |
| 2021 | Prêmio Potências!                            | Troféu Potência              | Zezé + Jéssica Ellen               | Indicada  |         |
| 2022 | Festival Sesc Melhores Filmes                | Melhor Atriz Nacional        | 4 x 100 - Correndo por um Sonho    | Indicado  |         |
| 2022 | Festival Sesc Melhores Filmes                | Melhor Atriz Nacional        | Doutor Gama                        | Indicado  |         |
| 2022 | Grande Prêmio do Cinema Brasileiro           | Melhor Atriz Coadjuvante     | Doutor Gama                        | Venceu    |         |